# Missão de Verificação das Nações Unidas na Guatemala
A Missão de Verificação das Nações Unidas na Guatemala (em inglês:  United Nations Verification Mission in Guatemala, MINUGUA) foi uma missão humanitária das Nações Unidas na Guatemala, que envolveu, no ponto mais crítico do processo de paz, uma missão de paz de três meses. 
A MINUGUA foi aprovada em 20 de janeiro de 1997 pela Resolução 1094 do Conselho de Segurança das Nações Unidas. O mandato da missão, que começou a operar em janeiro de 1997, seria o de verificar o cumprimento do cessar-fogo estabelecido entre o governo da Guatemala e os rebeldes marxistas da Unidad Revolucionária Nacional Guatemalteca após anos de sangrenta guerra civil.